# Strongylodemas circularis
Strongylodemas circularis är en insektsart som beskrevs av Stsl 1855. Strongylodemas circularis ingår i släktet Strongylodemas och familjen Dictyopharidae. Inga underarter finns listade i Catalogue of Life.